# Senobasis annulata
Senobasis annulata är en tvåvingeart som beskrevs av Jacques-Marie-Frangile Bigot 1857. Senobasis annulata ingår i släktet Senobasis och familjen rovflugor.
Artens utbredningsområde är Kuba. Inga underarter finns listade i Catalogue of Life.